# Krameria ramosissima
Krameria ramosissima là một loài thực vật có hoa trong họ Krameriaceae. Loài này được (A. Gray) S. Watson miêu tả khoa học đầu tiên năm 1882.